# Collin Cameron
Collin Cameron (* 31. März 1988 in Barrie (Ontario)) ist ein kanadischer Sitzskifahrer.

## Leben
Er wurde mit Arthrogryposis geboren, einem Zustand, der zu einer Verkürzung der unteren Gliedmaßen und einer Unterentwicklung von Muskeln und Sehnen im Bein führt. Collin hatte Para-Eishockey für die Northern Sliders in Sudbury gespielt. Er versuchte sich erstmals im November 2015 bei einem Informationscamp in Canmore im Para-Nordic-Skifahren. Sein Kontakt mit dem nordischen Skisport kam zufällig, nachdem er einige Fotos auf einer Facebook-Seite gesehen hatte. Er begann im Januar 2016, also erst mit 28 Jahren, mit dem Wettkampfsport.

## Karriere
Collin Cameron gewann 2018 bei seinem Debüt bei den Paralympischen Spielen drei Bronzemedaillen. Er wurde Dritter bei den 7,5-Kilometer- und 15-Kilometer-Rennen im Biathlon und verhalf Kanada zum dritten Platz in der offenen Skilanglaufstaffel. Er nahm auch an den Winter-Paralympics 2022 teil und gewann drei Bronzemedaillen beim 18-Kilometer-Langlauf, beim 1,5-Kilometer-Sprint und in der Mixed-Staffel.
Bei den Para-Nordic-Weltmeisterschaften 2019 in Prince George, Kanada, erreichte er eine Goldmedaille im Langlauf-Sprint und zweimal Silber. In der Saison 2021/22 gewann er beim Weltcup zur Saisoneröffnung in Canmore eine Medaille in jeder Farbe, darunter Gold im Langlauf-Sprint. Bei den 16. Para-Nordic-Weltmeisterschaften 2023 in Östersund in Schweden gewann Cameron Gold im 7,5-km-Biathlon-Sprint und zweimal Silber im Langlauf über 10 und 18 km.